# Karaga (Ghana)
Pour les articles homonymes, voir Karaga.
Le district de Karaga est l’un des 20 districts de la Région du Nord, au Ghana.

## Histoire
Louis-Gustave Binger s'y arrête une journée le 21 septembre 1888 et y est reçu aimablement par l'imam. Binger laisse une description du village : « Karaga est un village presque aussi gros que Oual-Oualé (Walewale). La majeure partie de la population est musulmane, mais il n'y a pas de mosquée... ». Binger décrit ensuite son industrie et y rencontre le naba. 

## Notes et références

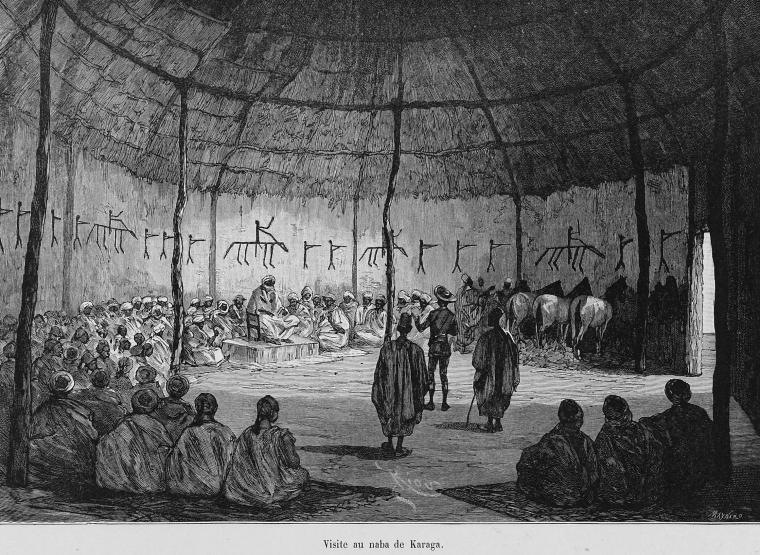
L'explorateur Louis-Gustave Binger en visite chez le naba de Karaga (1892)